# Hans Haas (Koch)
Hans Haas (* 2. April 1957 in Wildschönau, Tirol) ist ein österreichischer Koch. Er war von 1991 bis 2020 Küchenchef im Münchner Restaurant Tantris, das unter Haas seit 1991 mit zwei Michelin-Sternen ausgezeichnet wird. Seine Küche legte großen Wert auf regionale und naturbelassene Lebensmittel.

## Leben
Haas entstammt einer Tiroler Bauernfamilie. Er absolvierte seine Ausbildung im Gasthof Kellerwirt in Wildschönau und wechselte 1979 zum Hotel-Restaurant Bachmaier in Weissach. Von 1980 bis 1982 war er im Restaurant Hotel-Restaurant Erbprinz in Ettlingen, bevor er als Chef de Partie in das Restaurant von Paul Haeberlin in das elsässische Illhaeusern wechselte.
1982 holte ihn Eckart Witzigmann als Souschef in sein Restaurant Aubergine nach München. Er wurde 1987 Küchenchef im Restaurant Brückenkeller in Frankfurt am Main, das unter ihm mit einem Michelinstern ausgezeichnet wurde.

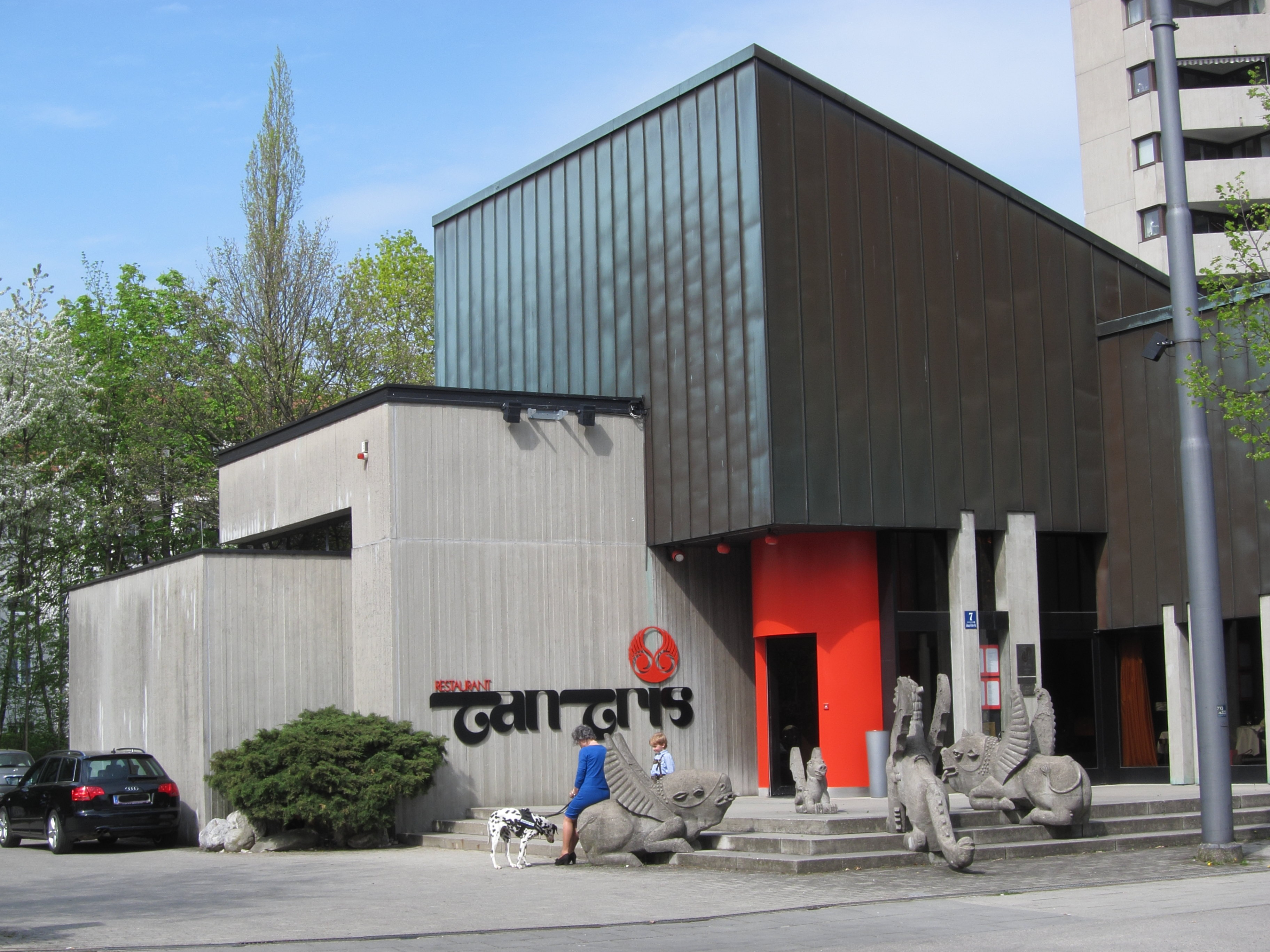
Restaurant Tantris

Von 1991 bis Ende 2020 war Hans Haas als Nachfolger von Eckart Witzigmann und Heinz Winkler Küchenchef im Münchner Restaurant Tantris, wo er durchgehend mit zwei Sternen im Guide Michelin ausgezeichnet wurde. 2020 sagte er:

„Alles, was ich geworden bin, habe ich Paul Haeberlin und Eckart Witzigmann zu verdanken.“

Haas wurde für seine Kochkunst vielfach ausgezeichnet. 1987 belegte er beim Bocuse d’Or, der inoffiziellen Kochweltmeisterschaft der Nachwuchsköche, den dritten Platz. Der Gault-Millau kürte ihn 1995 zum Koch des Jahres, 1999 erhielt Haas die Kulturauszeichnung Europäischer Regio-Preis. Seine Küche im Tantris wurde mit zwei Michelin-Sternen und 18 Punkten im Gault-Millau ausgezeichnet, die Gourmetzeitschrift Der Feinschmecker bewertete die von ihm geleitete Tantris-Küche mit fünf von fünf möglichen „F“ und zeichnete Haas 2019 mit dem „Feinschmecker-Gastro-Award“ in der Kategorie „Lebensleistung“ aus. Ende 2020 ging er in den Ruhestand.
Haas betrieb auch eine Kochschule in München.
Als Privatier baut er in seiner Werkstatt Skulpturen aus Knochen und Gräten.
Haas ist verheiratet und hat zwei Kinder.

## Auszeichnungen (Auswahl)
- 1987: Bocuse d'Or, dritter Platz
- 1991–2020: Zwei Sterne im Guide Michelin 1992
- 1995: Gault-Millau, Koch des Jahres
- 1999: Europäischer Regio-Preis
- 2011: Eckart Ehrenpreis[8]

## Schüler
- Thomas Kellermann
- Mario Lohninger
- Martin Fauster
- Ali Güngörmüş
- Sigrid „Sigi“ Schelling

## Publikationen
- Mit Mechthild Piepenbrock-Fischer: Kulinarische Skizzen: Kurzrezepte, Tipps und Tricks. Food Promotion Verlag, München 2002, ISBN 978-3-930614-06-6.
- Geheimnisse des Tantris. Hören und mitkochen, kulinarische Highlights der besten Köche Deutschlands, inklusive Einkaufsliste. Hörbuch, 2 CDs. Just Verlag, Gauting 2006, ISBN 978-3-939580-12-6.
- Mit Stefan Pegatzky: SZ Gourmet Edition: Die Kochlegende Hans Haas. Tre Torri Verlag 2016, ISBN 978-3944628837.
- Hans Haas: Seine Signature Dishes. Die limitierte Premiumausgabe.  Tre Torri Verlag 2021. ISBN 978-3960331292.

## Film
- Hans Haas – Der Geschmack der Heimat. Dokumentarfilm, Deutschland, 2015, 44 Min., Buch und Regie: Reiner Holzemer, Produktion: Bayerischer Rundfunk, Reihe: Lebenslinien, Erstsendung: 5. Oktober 2015 beim Bayerischen Fernsehen, Inhaltsangabe von BR[9]